# Lycaena superlunulata
Lycaena superlunulata är en fjärilsart som beskrevs av Ruggero Verity 1926. Lycaena superlunulata ingår i släktet Lycaena och familjen juvelvingar. Inga underarter finns listade i Catalogue of Life.